# ファゾム
ファゾム（fathom）は、ヤード・ポンド法における長さの単位である。元々は、両手を左右にいっぱい伸ばしたときの幅に由来する身体尺である。特に水深の単位としてよく用いられている。
ここから派生して、英語でfathomは「測る」（measure）という意味の動詞としても用いられ、さらに「真相を究明する」（get to the bottom of）や、「理解する」（understand）といった意味にもなる。
尺貫法の尋に相当する単位であることから、日本語では「尋」と訳されることがある。
中国語ではかつて「噚」と書かれることがあったが、現在は「英尋」と呼ぶ。

## 定義
元々のファゾムは人によって長さが異なるものであったが、後に数値的な定義がなされるようになった。どれも、平均的な成人男性の両手を広げたときの幅に近い。
- イギリスのファゾム : 6フィート = 2ヤード = 正確に 1.8288メートル
- ウィーンのファゾム : 1.8964838メートル
- ドイツのファゾム : 6フィート1インチ = 1.8542メートル

## 語源
「ファゾム」（fathom）という語は、古英語で「いっぱいに伸ばした腕」という意味のfæthmに由来する。すなわち、元々のこの単位の定義がそのまま単位の名称になっている。中英語でfathmeとなり、さらにfathomに変化した。

## 用途
ファゾムは当初、土地測定のために使われていたが、現在は航海の用途（特に水深や、航海で使用するロープ・ケーブルの長さの測定）のみに使われている。かつては、英語圏の地図には、水深がファゾムで記述されていたが、現在では、アメリカの地図でさえメートルに置き替えられている。
ロープを両手に持って腕をいっぱいに広げるということを繰り返すことで、おおまかなファゾムの値を簡単に測ることができる（これは尋と同様である）。かつて水深を測るときは、ロープの先に鉛でできた錘（おもり）をつけて水底までたらし、その長さを上述の方法で測って求めていた。そこから、水深を測ることを「測鉛」と呼び、そのロープを測鉛線、水深を測る人のことを測鉛手と呼ぶ。
1850年代のミシシッピ川では、この方法で水深を測り、ファゾムの整数部を古い言葉で呼んでいた。例えば、蒸気船の限界水深・2(two)のことはtwainという。船の喫水線から川底まで2ファゾムしかない時に"by the mark twain!"と言っていた。アメリカの作家マーク・トウェインは本名を“サミュエル・クレメンズ”という。ペンネームはミシシッピ川で水先案内人をしていた、まさにこの経験にちなむもの。

## 類似の単位
他の言語（国、文化）でも、ファゾムと類似の単位が使用されている。
| チェコ語       | sáh                                 |
| デンマーク語   | favn                                |
| オランダ語     | vadem                               |
| エストニア語   | süld                                |
| フィンランド語 | syli                                |
| フランス語     | toize (1150年ごろ), brasse (1409年) |
| ドイツ語       | Faden、Klafter                      |
| ハンガリー語   | öl                                  |
| 日本語         | 尋                                  |
| ノルウェー語   | favn                                |
| ポーランド語   | sążeń                               |
| ポルトガル語   | braça                               |
| ロシア語       | морская сажень                      |
| サンスクリット | vyama                               |
| スロヴァキア語 | siaha                               |
| スペイン語     | braza                               |
| スウェーデン語 | famn                                |